# Athetis biumbrosa
Athetis biumbrosa är en fjärilsart som beskrevs av Emilio Berio 1940. Athetis biumbrosa ingår i släktet Athetis och familjen nattflyn. Inga underarter finns listade i Catalogue of Life.